# ラングゲンス
ラングゲンス (ドイツ語: Langgöns) は、ドイツ連邦共和国ヘッセン州ギーセン郡に属す町村（以下、本項では便宜上「町」と記述する）である。

## 地理
ラングゲンスの町は、ギーセンの南約 10 km、ブッツバッハの北約 10 km に位置している。

### 位置
この町は地形上、東部地区と西部地区に分けられる。西部のエスパ、クレーベルク、オーバークレーンは、丘陵地で森に覆われたタウヌス山地の北の支脈（ヴェッツラーレアー・ヒンタータウヌス）に位置しており、東部のラング＝ゲンス、ドルンホルツハウゼン、ニーダークレーンは、ヴェッテラウ北部からギーセン盆地に至る移行地域（グローセンリンデナー・ヒューゲルラント）に位置している。すべての集落はクレーバッハ川の流域にあり、ラングゲンスとエスパを除き、集落内をクレーバッハ川自身が流れている。エスパはクレーバッハの谷の端に位置している。クレーバッハ川は、エスパの麓で湧出する。ラングゲンスはクレーバッハの谷の外側にある唯一の集落で、クレーバッハ川右岸の支流であるゲンスバッハ川沿いに位置している。

### 町域の広がり
町域の最も長い軸長は約 14.6 km、最も狭い箇所は 2.2 km である。

### 隣接する市町村
ラングゲンスは、北はリンデン、東はポールハイム（ともにギーセン郡）、南はブッツバッハ（ヴェッテラウ郡）、南西はヴァルトゾルムス（ラーン＝ディル郡）、西はシェッフェングルントおよびヒュッテンベルク（ともにラーン＝ディル郡）と境を接している。

### 自治体の構成
ラングゲンスは、クレーバッハ、ドルンホルツハウゼン、エスパ、ラング＝ゲンス、ニーダークレーン、オーバークレーンの 6地区から構成されている。

## 歴史

### 最初の記録
- クレーベルク: 768年、ロルシュ修道院の文書
- ドルンホルツハウゼン: 815年 ロルシュ文書に Holzhausen、1294年 Durreholzhusen の名称で記録されている。
- エスパ: 1347年、ブッツバッハの文書
- ラング＝ゲンス: 777年 ロルシュ修道院の文書に Guniser Marka、1233年に Langen Gunse として記録されている。
- ニーダークレーン: 774年 Cleheimer Marka、1255年 Niederkleen、1299年 Ritter von Cleen（クレーン騎士家）
- オーバークレーン: 774年 Cleheimer Marka、1197年にオーバークレーンとニーダークレーンに分割された。

### 町村合併
ヘッセン州の市町村再編に伴って、1977年1月1日に旧ヴェッツラー郡のクレーベルク、ドルンホルツハウゼン、エスパ、クレーンハイム（1971年12月31日にニーダークレーンとオーバークレーンが合併して成立していた自治体）と旧ギーセン郡のラング＝ゲンスが合併して新たな自治体ラングゲンスが成立した。

## 行政

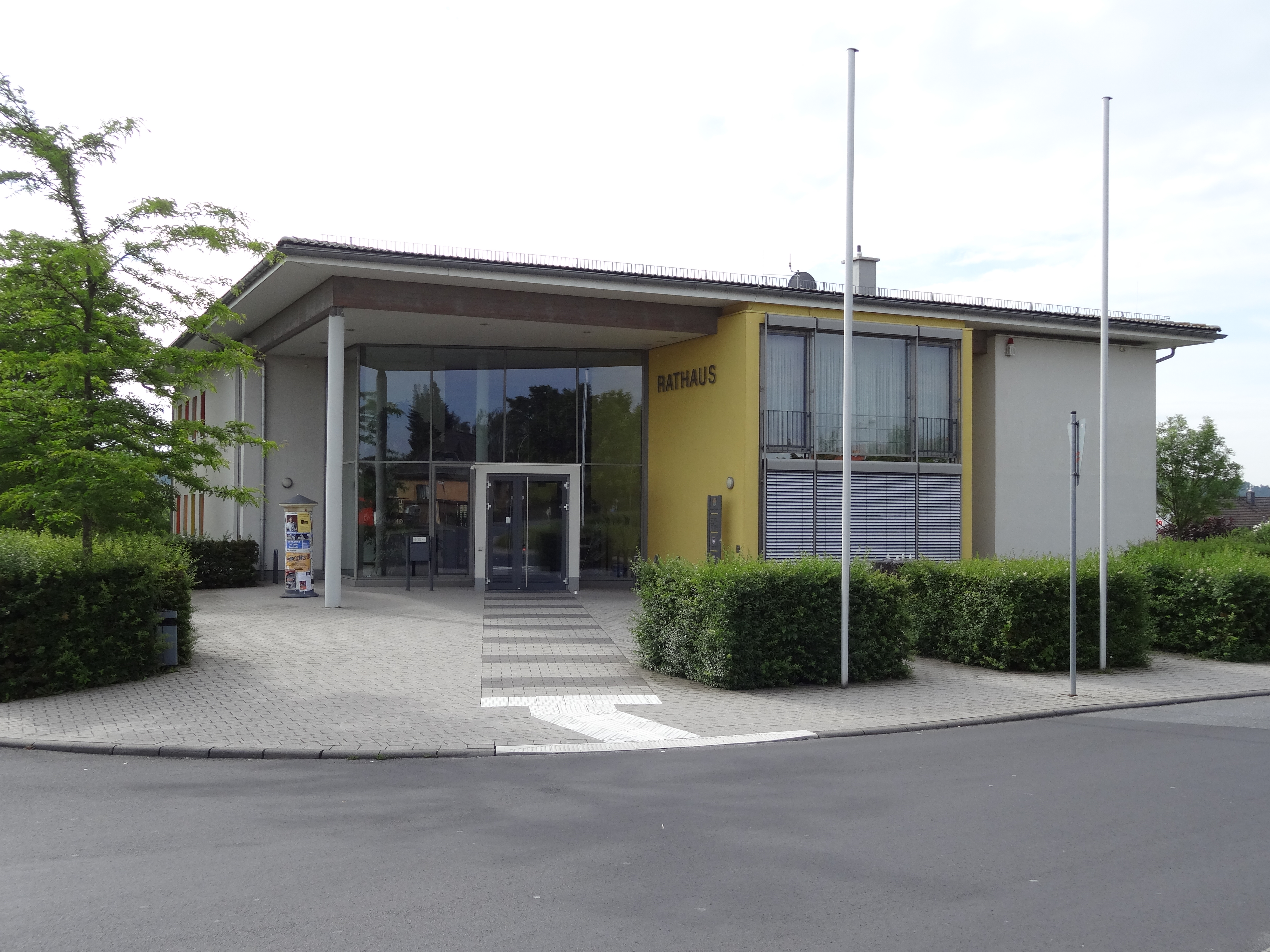
ラングゲンスの町役場

### 議会
2011年3月27日の選挙後、ラングゲンスの町議会は 37議席で構成されている。

### 首長
1995年6月1日から町長を務めるホルスト・レーリヒ (SPD) は、2012年12月2日の選挙で 59.7 % の票を獲得して 4期目の再選を果たした。この選挙の投票率は 50.8 % であった。レーリヒは2019年5月31日に市長から引退した。2018年10月28日の選挙でマリウス・ロイシュ (CDU) は 60.9 % の票を獲得して、町長に選出され、61年間続いた SPD による町長独占を阻んだ。

### 姉妹自治体
ラングゲンスは、以下の自治体と姉妹自治体の関係にある。
- ザンクト・ウルリヒ・アム・ピラーゼー（ドイツ語版、英語版）（オーストリア、チロル州）
- クルアンジュ（フランス語版、英語版）（フランス、モゼル県）1975年

### 援助協力関係
- 1963年、ベルン郡グロース＝ディッタースドルフから追放されたズデーテンのドイツ人に対する援助協力関係を締結した。

### 紋章
金地に緑のクローバー、その上部にグリップを上に向けて斜めに交差した2本の赤い剣が描かれている。

## 経済と社会資本

### 交通
アウトバーン A485号線はラング＝ゲンス近郊を起点としている。町内を連邦道 B3号線とマイン＝ヴェーザー鉄道（ラング＝ゲンスに駅がある）が通っている。ラングゲンスは、ライン＝マイン交通連盟 (RMV) に属している。
ラングゲンスの町域西部にドイツポストのギーセン/ミッテルヘッセン地域を管轄とするブリーフセンター 35 が存在する。

## 文化と見所

### 博物館
- ベルン郷土サークル e.V. のベルン郷土資料室
- ニーダークレーン郷土博物館

### 建造物

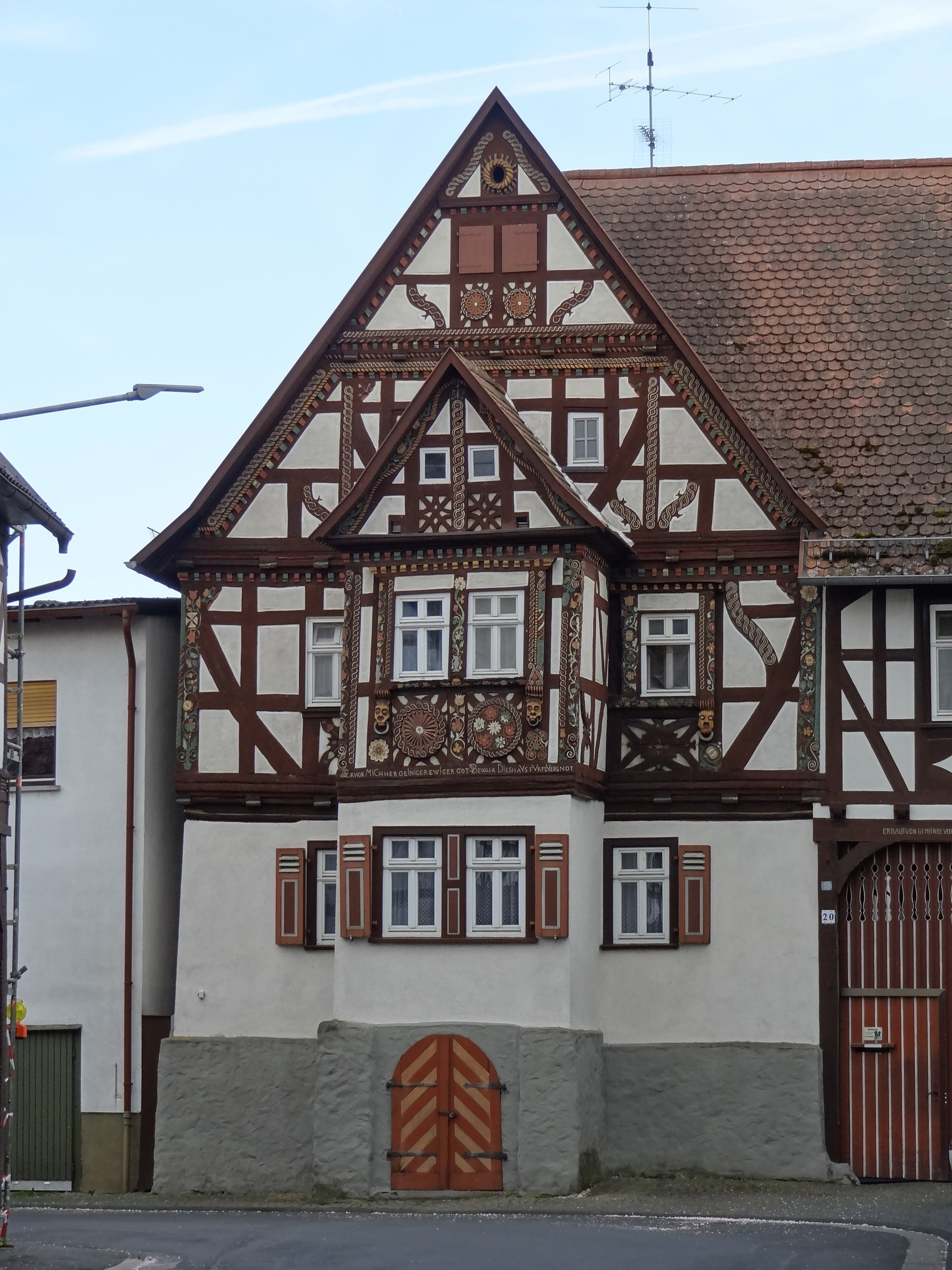
オーリーシェス・ハウス

- 16 - 17世紀の木組み建築。特にニーダークレーン（オーリーシェス・ハウス）、オーバークレーン（1691年建造のヘルツェンハウス）、ラング＝ゲンス（パラディースゲルトライン、シラー通り 57番地）
- ラング＝ゲンスの福音主義ヤーコブス教会の教会塔
- オーバークレーンの防衛教会聖ミヒャエリス教会、防衛塔（15世紀）、本堂（18世紀、オルガン製作家ヨハン・ゲオルク・ビュルギーによる1800年製作のオルガン）
- クレーベルク城（915年頃、私有）
- フェルシュティシュ・ハウス（森林管理官の館、1707年）、フリードリヒ・ルートヴィヒ・ヴァイディヒの生家

- ヘルツェンハウス
- パラディースゲルトライン
- シラー通り57番地
- ヤーコブス教会
- 聖ミヒャエル教会
- 聖ミヒャエル教会のオルガン
- クレーベルク城

### 自然
ニーダークレーン採石場の東にあるヴェールホルツの森の一部やクレーベルク近郊のキュンメルベルクの一部は自然保護区となっている。

### スポーツ
- SG クレーンハイムの女子ハンドボールチームは 2004/05年シーズンにブンデスリーガ2部ジュートで12位であった。
- AMC ラングゲンス e.V. のオートバイ・スポーツゲレンデではヘッセンカップのモトクロスレースが開催される。
- この町で最高位のサッカークラブは FC-クレーベルクである（ベツィルクスオーバーリーガ・ギーセン/マールブルク）。
- TSV ラングゲンスには女子サッカーチームがあり、1975年から毎年、全国屋内トーナメントに出場している。この女子サッカーチームはベツィルクスオーバーリーガでプレイしている。
- ラングゲンス乗馬・騎馬クラブは1982年から存在している。
- 射撃クラブ・クレーベルク SV 1905 は、ラングゲンスの町で最も古いクラブである。

### 年中行事
- ラング＝ゲンスのクリスマスマーケット
- ヴァルト・アルト
- クレーベルクのストリートミュージックフェスト
- ドルンホルツハウゼン、ニーダークレーン、オーバークレーンの教会開基祭

## 人物

### 出身者
- フリードリヒ・ルートヴィヒ・ヴァイディヒ（1791年 - 1837年）教育者、革命家。ゲオルク・ビューヒナーとともに『ヘッセン急使』を著した。

### ゆかりの人物
- チャールズ・フリーデク（1971年 - ）陸上競技選手。1999年の三段跳世界チャンピオン。
- デクスター・ランゲン（ドイツ語版、英語版）（1980年 - ）サッカー選手。
- エーファ・ブリーゲル（ドイツ語版、英語版）（1978年 - ）ポップ・ロック・バンド「ユーリ（ドイツ語版、英語版）」のボーカリスト

## 引用
1. ↑  Hessisches Statistisches Landesamt: Bevölkerung in Hessen am 31.12.2023 (Landkreise, kreisfreie Städte und Gemeinden, Einwohnerzahlen auf Grundlage des Zensus 2011)]
2. ↑  Statistisches Bundesamt (Hrsg.): Historisches Gemeindeverzeichnis für die Bundesrepublik Deutschland. Namens-, Grenz- und Schlüsselnummernänderungen bei Gemeinden, Kreisen und Regierungsbezirken vom 27. 5. 1970 bis 31. 12. 1982. W. Kohlhammer GmbH, Stuttgart und Mainz 1983, ISBN 3-17-003263-1, p. 365 und 380.
3. ↑  ヘッセン州統計局: 2011年3月27日のラングゲンス町議会議員選挙結果（2015年7月1日 閲覧）
4. ↑  ヘッセン州統計局: 2012年12月2日のラングゲンス町長選挙結果（2015年7月1日 閲覧）
5. ↑  “Bürgermeisterwahl in Langgöns am 28.10.2018”. 2020年3月10日閲覧。
6. ↑  GießenerLand - Naturschutzgebiet "Kümmelberg"（2015年7月2日 閲覧）